# Дохтуров, Сергей Иванович
Сергей Иванович Дохтуров (1824—1890) — генерал-лейтенант Русской императорской армии.

## Биография
Родился 28 июня (10 июля) 1824 года. Происходил из дворян Орловской губернии.
Воспитывался в Школе гвардейских подпрапорщиков и кавалерийских юнкеров и, по окончании курса унтер-офицером, выпущен прапорщиком 2 августа 1843 года в лейб-гвардии Преображенский полк. В 1849 году во время Венгерской кампании находился в походе гвардии к западным границам России, а в 1854 году — при охране прибрежья Санкт-Петербургской губернии. В 1855 году был произведён в капитаны, 6 марта 1858 года — в полковники с назначением командиром 4-го учебного стрелкового батальона.
В 1862 году был назначен командиром Киевского гренадерского полка, с которым в 1863 году участвовал в подавлении польского восстания; под его командованием были разбиты отряды Жиглинского и Баера при деревнях Ясен-Бернища и Студзянка, и 1 октября 1863 года Дохтуров был награждён орденом Св. Анны 2-й степени с мечами (в 1864 году получил императорскую корону к этому ордену). В 1869 году получил майорат в Царстве Польском.
В 1864 году он был назначен командиром Кексгольмского гренадерского (позже лейб-гвардии) полка; 4 апреля 1865 года был произведён в генерал-майоры.
С 25 января 1868 года он был назначен состоять при 3-й гвардейской пехотной дивизии; 12 сентября 1870 года назначен начальником 1-й стрелковой бригады, а с 14 сентября 1874 года состоял при командующем войсками Варшавского военного округа, с зачислением по армейской пехоте.
В 1874 году он был причислен к местным войскам Санкт-Петербургского военного округа. Вскоре после производства в генерал-лейтенанты (08.06.1884) был уволен в отставку — 22 февраля 1885 года.
Был женат на Екатерине Ивановне Вадковской (1829—1882), дочери И. Ф. Вадковского. По купчей от 28 апреля 1881 года она стала владелицей дома № 5 на Малой Московской улице в Петербурге. Вскоре дом перешёл — по раздельному акту от 27 мая 1883 года — к одной из дочерей, Екатерине. После своей отставки в нём жил её отец.
Умер 25 августа (6 сентября) 1890 года. Похоронен на Никольском кладбище Александро-Невской лавры.

## Награды
- орден Св. Анны 2-й ст. с мечами (1863; императорская корона в 1864);
- орден Св. Владимира 3-й ст. (1867);
- орден Св. Станислава 1-й ст. (1870);
- орден Св. Анны 1-й ст. (1875).